# Indulis Rukuts
Indulis Rukuts (ur. 7 kwietnia 1954 w Rydze) – łotewski kierowca i konstruktor wyścigowy.

## Biografia
W 1974 roku zadebiutował w Formule 4, zajmując Estonią 15M ósme miejsce w wyścigu Jantarnaja Wołga. Rok później zadebiutował w mistrzostwach ZSRR, zajmując na koniec sezonu dziewiątą pozycję. Rok później uczestniczył Estonią 18 w Formule 3, zajmując 23. miejsce w klasyfikacji. W roku 1977 rozpoczął rywalizację w Formule Easter. Został wówczas wicemistrzem Łotwy, a w edycji sowieckiej był 30. Od sezonu 1979 Rukuts ścigał się Estonią 19, przy czym Łotysz zmodyfikował swój egzemplarz poprzez wymianę paneli nadwozia na bardziej aerodynamiczne. W sezonie 1980 kierowca zajął trzecie miejsce w mistrzostwach Łotwy.
W 1982 roku Rukuts we współpracy z Ryskim Instytutem Politechnicznym skonstruował własny samochód wyścigowy, oznaczony jako Rukuts 1. Był to jeden z pierwszych radzieckich pojazdów wyścigowych wykorzystujących efekt przyziemny. Łotysz używał tego samochodu do momentu poważnego wypadku w 1983 roku. Na 1984 rok Rukuts wspólnie z Ryskim Instytutem Politechnicznym i Raulem Sarapem przygotował model Rukuts 2. Był to pierwszy radziecki samochód z nadwoziem samonośnym, dzięki czemu pojazd był lżejszy o około 80 kilogramów od konkurentów. W sezonie 1984 kierowca używał tego pojazdu w drugiej lidze Sowieckiej Formuły Easter, w której zajął dziesiąte miejsce. Dwa lata później został wicemistrzem Łotewskiej Formuły Easter. W 1987 roku ponownie zdobył wicemistrzostwo Łotwy, ponadto wrócił do pierwszej ligi mistrzostw ZSRR, zajmując piętnaste miejsce.
W sezonie 1989 Rukuts zadebiutował w Sowieckiej Formule Mondial, zajmując 24. miejsce. W roku 1990 używał Estonii 21.10. W mistrzostwach ZSRR zajął szesnaste miejsce, wystartował ponadto w mistrzostwach Polski (Poznań III). W sezonie 1991 Rukuts korzystał z Estonii 25 napędzanej silnikiem Volkswagen. Zdobył wówczas mistrzostwo Łotewskiej Formuły 1600. W tym czasie zawodnik zbudował Rukutsa 3, który, napędzany przez jednostki Volkswagen, miał stanowić podstawę europejskiej monomarkowej formuły. Samochód został zaprezentowany na początku 1993 roku, ale potencjalny inwestor wycofał się. Rukuts korzystał z tego samochodu do 2001 roku.

## Wyniki
| Legenda oznaczeń w tabelach wyników Wyświetl szablon na nowej stronie | Legenda oznaczeń w tabelach wyników Wyświetl szablon na nowej stronie                                                                     |
| Oznaczenie                                                            | Wyjaśnienie |
| --------------------------------------------------------------------- | --- |
| Złoty                                                                 | Zwycięzca lub mistrzostwo |
| Srebrny                                                               | 2. miejsce lub wicemistrzostwo |
| Brązowy                                                               | 3. miejsce lub II wicemistrzostwo |
| Zielony                                                               | Ukończył, punktował (w klasyfikacji generalnej, gdy zdobył co najmniej jeden punkt na przestrzeni sezonu, poza trzema powyższymi opcjami) |
| Niebieski                                                             | Ukończył, nie punktował (w klasyfikacji generalnej, gdy nie zdobył co najmniej jednego punktu na przestrzeni sezonu)                      |
| Czerwony                                                              | Nie zakwalifikował się (NZ) |
| Czerwony                                                              | Nie prekwalifikował się (NPK) |
| Różowy                                                                | Nie ukończył (NU) |
| Różowy                                                                | Niesklasyfikowany (NS) (w klasyfikacji generalnej, gdy nie został sklasyfikowany w żadnym wyścigu sezonu)                                 |
| Czarny                                                                | Zdyskwalifikowany (DK) |
| Czarny                                                                | Wykluczony (WYK/EX) |
| Biały                                                                 | Nie wystartował (NW) |
| Biały                                                                 | Kontuzjowany (K/INJ) |
| Biały                                                                 | Wyścig odwołany (OD/C) |
| Bez koloru                                                            | Został wycofany (WYC/WD) |
| Bez koloru                                                            | Nie przybył (NP/DNA) |
| Bez koloru                                                            | Nie brał udziału w treningach (NT/DNP) |
| Bez koloru                                                            | Nie został zgłoszony (–) |
| Pogrubienie                                                           | Start z pole position |
| Kursywa                                                               | Najszybsze okrążenie wyścigu |
| †                                                                     | Nie ukończył, ale jego rezultat został zaliczony ze względu na przejechanie więcej niż 90% dystansu wyścigu.                              |
| *                                                                     | Sezon w trakcie |
| 1/2/3                                                                 | Punktowana pozycja w sprincie kwalifikacyjnym                                                                                             |
| Lista systemów punktacji Formuły 1                                    | |

### Sowiecka Formuła 3
| Rok  | Zespół       | Samochód   | Silnik | Wyniki w poszczególnych eliminacjach | Wyniki w poszczególnych eliminacjach | Wyniki w poszczególnych eliminacjach | Wyniki w poszczególnych eliminacjach | Pkt. | Msc. |
| ---- | ------------ | ---------- | ------ | ------------------------------------ | ------------------------------------ | ------------------------------------ | ------------------------------------ | ---- | ---- |
| 1976 |              |            |        |                                      |                                      |                                      |                                      | 47   | 23   |
| 1976 | Daugava Ryga | Estonia 18 | Łada   | NU                                   | -                                    | 22                                   | 12                                   | 47   | 23   |

### Sowiecka Formuła Easter
| Rok  | Zespół         | Samochód    | Silnik | Wyniki w poszczególnych eliminacjach | Wyniki w poszczególnych eliminacjach | Wyniki w poszczególnych eliminacjach | Wyniki w poszczególnych eliminacjach | Wyniki w poszczególnych eliminacjach | Wyniki w poszczególnych eliminacjach | Pkt. | Msc. |
| ---- | -------------- | ----------- | ------ | ------------------------------------ | ------------------------------------ | ------------------------------------ | ------------------------------------ | ------------------------------------ | ------------------------------------ | ---- | ---- |
| 1977 |                |             |        |                                      |                                      |                                      |                                      |                                      |                                      | 19   | 30   |
| 1977 | Daugava Ryga   | Estonia 18M | Łada   | NU                                   | NW                                   | NU                                   | 17                                   | -                                    | -                                    | 19   | 30   |
| 1978 |                |             |        |                                      |                                      |                                      |                                      |                                      |                                      | 25   | ?    |
| 1978 | Daugava Ryga   | Estonia 18M | Łada   | -                                    | 14                                   | -                                    |                                      |                                      |                                      | 25   | ?    |
| 1979 |                |             |        |                                      |                                      |                                      |                                      |                                      |                                      | 46   | 16   |
| 1979 | Daugava Ryga   | Estonia 19  | Łada   | NU                                   | 9                                    | -                                    |                                      |                                      |                                      | 46   | 16   |
| 1983 |                |             |        |                                      |                                      |                                      |                                      |                                      |                                      | 0    | NS   |
| 1983 | DOSAAF Jurmała | Rukuts 1    | Łada   | -                                    | NU                                   |                                      |                                      |                                      |                                      | 0    | NS   |
| 1987 |                |             |        |                                      |                                      |                                      |                                      |                                      |                                      | 172  | 15   |
| 1987 | DOSAAF Ryga    | Rukuts 2    | Łada   | 13                                   | -                                    | 16                                   | 8                                    |                                      |                                      | 172  | 15   |

### Sowiecka Formuła Mondial
| Rok  | Zespół      | Samochód      | Silnik | Wyniki w poszczególnych eliminacjach | Wyniki w poszczególnych eliminacjach | Wyniki w poszczególnych eliminacjach | Pkt. | Msc. |
| ---- | ----------- | ------------- | ------ | ------------------------------------ | ------------------------------------ | ------------------------------------ | ---- | ---- |
| 1989 |             |               |        |                                      |                                      |                                      | 29   | 24   |
| 1989 | DOSAAF Ryga | Rukuts 2      | Łada   | -                                    | 16                                   | -                                    | 29   | 24   |
| 1990 |             |               |        |                                      | Łotwa                                |                                      | 38   | 16   |
| 1990 | DOSAAF Ryga | Estonia 21.10 | Łada   | -                                    | 7                                    | -                                    | 38   | 16   |

### Polska Formuła Mondial
| Rok  | Zespół        | Samochód      | Silnik | Wyniki w poszczególnych eliminacjach | Wyniki w poszczególnych eliminacjach | Wyniki w poszczególnych eliminacjach | Wyniki w poszczególnych eliminacjach | Wyniki w poszczególnych eliminacjach | Wyniki w poszczególnych eliminacjach | Pkt. | Msc. |
| ---- | ------------- | ------------- | ------ | ------------------------------------ | ------------------------------------ | ------------------------------------ | ------------------------------------ | ------------------------------------ | ------------------------------------ | ---- | ---- |
| 1990 |               |               |        | Polska                               | Polska                               | Polska                               | Polska                               | Polska                               | Polska                               | 0    | NS   |
| 1990 | STK Celtnieks | Estonia 21.10 | Łada   | -                                    | -                                    | -                                    | -                                    | -                                    | 5                                    | 0    | NS   |